# Exodus (álbum de Bob Marley & The Wailers)
Exodus é um álbum de reggae lançado por Bob Marley & the Wailers a 3 de Junho de 1977. Grande parte de Exodus foi gravado em Londres, enquanto Marley recuperava de uma tentativa de assassinato. É considerado um dos melhores álbuns de Bob Marley. Este álbum está na lista dos 200 álbuns definitivos no Rock and Roll Hall of Fame.
"Jamming," "Waiting in Vain" e "One Love/People Get Ready" foram todos hits nos tops internacionais. Exodus atingiu o 20º na tabela de "Álbuns Pop" da Billboard, e 15º na de "Álbuns R&B/Hip-Hop". Outras importantes canções do álbum são "Natural Mystic" e "The Heathen".
Em 1998, a revista TIME considerou Exodus o melhor álbum de música do século XX. Em 2001, a VH1 considerou-o como 26º melhor álbum de sempre. Em 2003, o álbum ficou em 169º na Lista dos 500 melhores álbuns de sempre da revista Rolling Stone.
Recebeu o disco de ouro pela RIAA, rendendo a primeira certificação em ouro para a parceria das gravadoras RCA/Island.

## Faixas
Todas as faixas escritas por Bob Marley, excepto quando indicado.

### Lançamento original

#### Lado 1
| # | Música                   | Compositor | Tempo |
| - | ------------------------ | ---------- | ----- |
| 1 | "Natural Mystic"         | Bob Marley | 3:28  |
| 2 | "So Much Things To Say " | Bob Marley | 3:08  |
| 3 | "Guiltiness"             | Bob Marley | 3:19  |
| 4 | "The Heathen"            | Bob Marley | 2:32  |
| 5 | "Exodus"                 | Bob Marley | 7:39  |

#### Lado 2
| # | Música                         | Compositor               | Tempo |
| - | ------------------------------ | ------------------------ | ----- |
| 1 | "Jamming"                      | Bob Marley               | 3:31  |
| 2 | "Waiting In Vain"              | Bob Marley               | 4:15  |
| 3 | "Turn Your Lights Down Low"    | Bob Marley               | 3:39  |
| 4 | "Three Little Birds"           | Bob Marley               | 3:00  |
| 5 | "One Love / People Get Ready " | Marley e Curtis Mayfield | 2:53  |

### Edição Deluxe de 2001

#### Disco 1
O primeiro disco contém Exodus remasterizado.
1. "Natural Mystic" – 3:28
2. "So Much Things to Say" – 3:08
3. "Guiltiness" – 3:20
4. "The Heathen" – 2:32
5. "Exodus" – 7:40
6. "Jammin'" – 3:31
7. "Waiting in Vain" – 4:16
8. "Turn Your Lights Down Low" – 3:39
9. "Three Little Birds" – 3:00
10. "One Love/People Get Ready" – 2:56
11. "Roots" (B-side do single "Waiting in Vain") – 3:44
12. "Waiting in Vain" (versão alternativa inédita) – 4:44
13. "Jammin'" (versão longa, A-side do single de 12") – 5:52
14. "Jammin'" (versão inédita) – 3:06
15. "Exodus" (B-side do single "Exodus") – 3:08

#### Disco 2
O segundo disco contém a tourné ao vivo de Exodus no Rainbow Theatre, Londres, a 4 de Junho de 1977. As faixas 6–10 são de sessões com Lee "Scratch" Perry, entre Julho e Agosto de 1977.
1. "The Heathen" (inédita) – 6:48
2. "Crazy Baldhead/Running Away" (inédita) – 9:22
3. "War/No More Trouble" (inédita) – 7:44
4. "Jammin'" (inédita) – 7:07
5. "Exodus" (inédita) – 11:49
6. "Punky Reggae Party" (A-side do single jamaicano de 12") – 9:19
7. "Punky Reggae Party" (B-side do single jamaicano de 12") – 8:50
8. "Keep On Moving" (mistura original, inédita) – 6:26
9. "Keep On Moving" (mistura original, inédita) – 7:15
10. "Publicidade a Exodus" – 1:08

## Créditos
- Bob Marley – voz principal, guitarra ritmo, guitarra acústica, percussão
- Aston "Family Man" Barrett – baixo, guitarra, percussão
- Carlton Barret – bateria, percussão
- Tyrone Downie – teclado, percussão, voz secundária
- Alvin "Seeco" Patterson – percussão
- Julian (Junior) Marvin – guitarra solo
- I Threes (Rita Marley, Marcia Griffiths, Judy Mowatt) – voz secundária
- Karl Pitterson – engenheiro
- Guy Bidmead, Terry Barham – engenheiros assistentes
- Aston "Familyman" Barrett, Chris Blackwell, Karl Pitterson – mistura
- Adrian Boot, Neville Garrick – fotos
- Neville Garrick – design da capa, grafismos